# Nicola Fairbrother
Nicola Kim Fairbrother (Henley-on-Thames, 14 mei 1970) is een voormalig judoka uit Groot-Brittannië, die haar vaderland tweemaal op rij vertegenwoordigde bij de Olympische Spelen: in 1992 (Barcelona) en 1996 (Atlanta). Bij haar olympische debuut won Fairbrother de zilveren medaille in de klasse tot 56 kilogram. In de finale verloor zij van de Spaanse Miriam Blasco, met wie zij later in het huwelijk trad.
Fairbrother begon op 7-jarige leeftijd met judo en behaalde de zwarte band, toen ze 15 jaar oud was. Ze won in 1987 een Europese titel bij de junioren en behaalde drie jaar later haar eerste podiumplek bij de senioren: een bronzen plak bij de Europese kampioenschappen in Frankfurt. Fairbrother bombardeede zichzelf tot een van de favorieten voor de Olympische Spelen in Barcelona door in mei van dat olympische jaar in Parijs de Europese titel in de klasse tot 56 kilogram te winnen.
Op weg naar de finale versloeg ze onder anderen voormalige wereldkampioene Catherine Arnaud en vice-wereldkampioene Nicole Flagothier. In de eindstrijd bleek Blasco te sterk. In 1993 behaalde Fairbrother de wereldtitel en werd ze uitgeroepen tot Europees Judoka van het Jaar. In 1999 zette ze een punt achter haar topsportcarrière.

## Erelijst

### Olympische Spelen
- – 1992 Barcelona, Spanje (– 56 kg)

### Wereldkampioenschappen
- – 1991 Barcelona, Spanje (– 56 kg)
- – 1993 Hamilton, Canada (– 56 kg)

### Europese kampioenschappen
- – 1990 Frankfurt, Duitsland (– 56 kg)
- – 1992 Parijs, Frankrijk (– 56 kg)
- – 1993 Athene, Griekenland (– 56 kg)
- – 1994 Gdańsk, Polen (– 56 kg)
- – 1995 Birmingham, Groot-Brittannië (– 56 kg)